# Acanthomysis borealis
Acanthomysis borealis är en kräftdjursart som beskrevs av A. H. Banner 1954. Acanthomysis borealis ingår i släktet Acanthomysis och familjen Mysidae. Inga underarter finns listade i Catalogue of Life.